# Muhamdi
Muhamdi fou una antiga pargana de l'Índia Britànica amb centre a la vila de Muhamdi al districte de Kheri, Oudh, limitada a l'oest pel riu Gumti i al sud per un afluent del mateix riu. La superfície era de 300 km² i la població el 1881 de 55.333 habitants dels quals prop de 50.000 hindús, repartits en 136 pobles (dels quals 49 eren governats per terratinents musulmans, 26 per rajputs, 21 per bramans i 16 pel govern).
El territori va pertànyer als Sayyids de Barwar abans del segle xvii junt amb altres 17 parganes i el seu domini va esdevenir de fet independent vers el 1720 però al cap de quatre o cinc generacions (d'ençà que van rebre el domini) foren desplaçats pel senyor rajput d'Hardoi que s'havia convertit a l'islam i es va casar amb una esclava del senyor local, aprofitant la seva situació preeminent a l'estat per expulsat al Sayyid el 1743. La família del rajput va conservar el poder fins a 1793 quan el senyor fou detingut per orde del nawab d'Oudh com a rebel i defraudador i l'estat repartit entre nombrosos petits propietaris.
La població de Muhamdi al districte de Lakhimpur Kheri, era la capital i estava a 5 km a l'est del riu Gumti a 27° 57′ 15″ N, 80° 15′ 00″ E / 27.95417°N,80.25000°E. Fou antigament també la capital del districte de Muhamdi fins al 1858, quan després del motí fou traslladada a Lakhimpur, a 3 km de Kheri que va donar nom al districte. La seva població era de 4729 habitants el 1869 i de 6635 el 1881. Fou municipalitat del 1879 al 1904, però en aquesta data fou rebaixada a àrea notificada.